# Henri Salmide
Henri Salmide, né Heinz Stahlschmidt le 13 novembre 1919 à Dortmund et mort le 23 février 2010 à Bordeaux, est un sous-officier de la Kriegsmarine qui a empêché la destruction du port de Bordeaux par les Allemands en août 1944 durant la Seconde Guerre mondiale en faisant sauter le bunker qui abritait les explosifs. 

## Seconde Guerre mondiale
Héritier d'une entreprise de plomberie comptant près de 300 employés à 16 ans, il s'estime trop jeune et inexpérimenté. Il décide de rejoindre la meilleure école de plomberie d'Allemagne, la Kriegsmarine en 1936. Il survit aux naufrages des trois navires de guerre sur lesquels il sert. Lors de son premier naufrage, il se trouvait à bord du  croiseur lourd Blücher, qui fut coulé le 9 avril 1940 dans le golfe d'Oslo par des torpilles lancées depuis la côte (seul navire coulé par des torpilles terrestres durant la guerre). À la suite de ses trois naufrages en deux mois, il demande à ne plus naviguer, demande acceptée par sa hiérarchie. À l'issue de contrat d'engagement de cinq ans, il se forme aux explosifs et revient à Bordeaux en tant que réserviste. Il conçoit mines et torpilles pour les bases de Bordeaux, Royan et La Rochelle, engins conçus dans la base de Roque-de-Thau, près de Blaye, qu'il dirige en 1943 et début 1944.

## Bordeaux, août 1944
En août 1944, avec la fin prochaine de la bataille de Normandie et après le débarquement en Provence et la rapide progression alliée, les Allemands s'apprêtent à quitter le sud-ouest de la France ou à se replier dans la poche de Royan et de la pointe de Grave. 
Le 9 août, en tant que maître-artificier de la Kriegsmarine, Heinz Stahlschmidt reçoit l'ordre de détruire toutes les installations portuaires et les quais de la ville, qui s'étalent sur plus de 12 kilomètres, afin d'empêcher les Alliés de les utiliser. Le 22 août 1944 à 20 h 15, quatre jours avant la destruction planifiée, il fait sauter le blockhaus de la rue Raze, sur le quai des Chartrons, contenant les charges explosives (100 kg d'explosifs et 200 détonateurs à retardement de 3, 6 et 12 minutes destinés aux 200 charges d'explosifs enterrées sur les quais). Son action aurait provoqué la mort d'une cinquantaine de soldats allemands mais il est estimé qu'elle aurait sauvé la vie à environ 3 500 civils. D'après lui, l'explosion des huit kilomètres de quais aurait provoqué un glissement de terrain vers la Garonne qui aurait emporté la façade des quais sur cent mètres de profondeur. Dans une interview à Reuters en 1977, Salmide dira qu'il avait agi selon sa conscience chrétienne, et qu'il ne pouvait pas accepter que le port soit détruit alors que la guerre était clairement perdue.  
Il sera protégé par la résistance française, en l'occurrence les frères Moga, rugbymen béglais, qui l'ont caché, alors qu'il était recherché par la police, des mouvements de Résistance concurrents et la Gestapo. C'est d'ailleurs André Moga qui sur son lit de mort convoquera la presse en 1992 pour qu'on rende justice à cet homme « oublié » par l'Histoire.

## Après-guerre
Considéré comme traître et déserteur, son nom fut rayé de la liste des vétérans de la marine allemande éligibles à une pension. Il sera par ailleurs le premier Allemand à recevoir un laissez-passer après la Libération de Bordeaux. Naturalisé français sous le nom de Henri Salmide en 1947, il a épousé une Française en 1949 à Bordeaux où il s'est installé et a travaillé comme démineur pendant les années d'après-guerre, puis comme sapeur-pompier forestier de la Gironde, puis sur le bateau-pompe du port de Bordeaux jusqu'à sa retraite en 1969. Son action héroïque a été reconnue tardivement. Il sera décoré par le maire Jacques Chaban-Delmas le 19 mai 1995 de la médaille de la Ville de Bordeaux, ce sera le dernier acte public du maire après 47 années de mandat. Il a été fait chevalier de la Légion d'honneur cinq ans plus tard, pour récompenser « 23 ans de services civils », sans mention de son fait d'armes à Bordeaux. Le siège social de Bordeaux Port Atlantique, installé en 2012 à Bacalan, porte le nom d'Henri Salmide.
Il est inhumé au cimetière protestant de Bordeaux, rue Judaïque, dont une des allées porte son nom.

## Décoration
- Chevalier de la Légion d'honneur (2000)
- Médaille de la Ville de Bordeaux (1995)